# Matt Cockbain
Matthew James Cockbain (Innisfail, 19 novembre 1972) è un ex rugbista a 15 e allenatore di rugby a 15 australiano, campione del mondo con gli Wallabies nel 1999 e, dal 2020, allenatore degli avanti dei Waratahs in Super Rugby.

## Biografia
Cockbain iniziò la pratica rugbistica intorno ai 16 anni durante la frequenza delle scuole superiori, e un anno più tardi fu selezionato per la rappresentativa giovanile del Queensland del Nord; nel 1994 entrò nel GPS Old Boys di Ashgrove e nel 1996 passò professionista nelle file del Queensland, per la cui franchise esordì nel Super Rugby nel 1997.
Il 1997 fu anche l'anno in cui esordì negli Wallabies; si guadagnò il suo primo cap in un test match contro la Francia a Brisbane.
Da allora divenne titolare fisso in Nazionale e prese parte alla Coppa del Mondo di rugby 1999 in Galles, che l'Australia vinse; fu presente anche nelle uniche due edizioni del Tri Nations a tutt'oggi vinte dagli Wallabies (2000 e 2001) e, due anni dopo, alla Coppa del Mondo di rugby 2003 disputatasi proprio in Australia e nel quale la formazione di casa giunse fino alla finale, poi persa contro l'Inghilterra.
L'incontro di finale della Coppa del Mondo fu anche l'ultimo internazionale di Cockbain che, subito dopo la competizione, lasciò l'Australia per andare in Europa, al Cardiff Blues in Celtic League, raggiungendo suo fratello Brent, già militante in Galles da tre stagioni e internazionale per tale Federazione.
Dopo l'esperienza gallese, fu in Giappone per due stagioni, in Top League nelle file della World Corporation, della quale fu anche assistente allenatore; nel 2007, con l'istituzione dell'effimero Australian Rugby Championship (che fu attivo una sola stagione), tornò in patria per disputare il torneo nelle file dei Melbourne Rebels, squadra che arrivò alla finale, nella doppia veste di giocatore in campo e di allenatore aggiunto.
Con la soppressione del torneo e la chiusura della squadra Cockbain annunciò il suo ritiro da giocatore; ciononostante l'allenatore degli Wallabies John Connolly lo mise in preallarme come possibile sostituto nella lista dei convocati alla Coppa del Mondo di rugby 2007 in Francia, anche se poi non fu necessario convocarlo.
Divenuto allenatore a tempo pieno, dopo un breve periodo ai Reds passò a guidare la squadra di rugby dell'Università di Melbourne, nonché a dirigerne l'accademia del rugby; nel 2010 fu ingaggiato nello staff tecnico della neonata franchise di Super Rugby dei Melbourne Rebels; ha inoltre fondato la Matt Cockbain Rugby Clinic (MCRC), centro d'istruzione alla tattica e alla strategia del gioco rivolto soprattutto alla formazione degli allenatori.

## Palmarès
- Coppe del mondo: 1
Australia: 1999